# Austrocordulia leonardi
Austrocordulia leonardi е вид водно конче от семейство Corduliidae. Видът е критично застрашен от изчезване.

## Разпространение
Разпространен е в Австралия (Нов Южен Уелс).

## Описание
Популацията на вида е намаляваща.